# Gregory David Roberts
Gregory David Roberts rodným jménem Gregory John Peter Smith (* 21. června 1952, Melbourne, Austrálie) je australský spisovatel proslulý především svým románem Shantaram. Román popisuje jeho desetiletou životní etapu v Bombaji, která následuje po úspěšném útěku z vězení Pentridge Prison v Melbourne.

## Život
Vyrůstal v chudých poměrech s matkou, která ho ovlivnila svou humanistickou životní filozofií. V mládí se mimo jiné věnoval bojovým technikám. Po rozvodu se svou ženou se nemohl vyrovnat se ztrátou své malé dcery a stal se závislým na heroinu. Aby si opatřil peníze na další dávky drogy, stal se v roce 1977 bankovním lupičem. Přezdívá se mu Building Society Bandit či Gentleman Bandit, vybírá si pouze finanční instituce, které mají odpovídající pojištění, loupí v obleku a ani jako lupič nezapomíná říci prosím a děkuji  Věřil, že tak může trochu zmírnit hrubost svých činů, ale jak později v životě uznal, zaměstnanci mu dávali peníze, protože se ho báli. Během loupežných přepadení používal imitaci zbraně. Následný vysoký trest 23 let odnětí svobody měl podle něj souvislost s jeho politickým aktivismem z mládí. Ve vězení zažil mučení od dozorců a po necelých dvou letech utekl přes střechu a přední zeď. V roce 1980 na falešný novozélandský pas odlétl do Bombaje.
V roce 1990 byl zatčen v Německu při pokusu o pašování heroinu do země. Německými úřady byl vydán do Austrálie, kde si odpykal šestiletý trest, z toho dva roky na samotce. Podle něho se mu během tohoto období opět podařilo utéci z vězení, ale rozmyslel si to a tajně se do vězení vrátil, odsedět si celou délku trestu znamenalo jistotu, že se po propuštění bude opět moci setkat se svou rodinou. Během tohoto druhého pobytu ve vězení začal psát román Shantaram. Rukopis byl dvakrát zničen vězeňskými dozorci, což představovalo celkem pět let ztracené práce.

## Spisovatelská kariéra a charitativní činnost
Po propuštění z vězení začal psát Shantaram potřetí. Název knihy je jméno, které mu dala matka jeho nejlepšího přítele v Indii a v maráthštině znamená Muž míru, nebo Muž božího míru. Vedou se debaty, do jaké míry je román popisem pravdivých událostí.
G. D. Roberts žil v Melbourne, Německu, Francii a nakonec se vrátil do Mumbaie, kde se věnuje charitativní činnosti, především v oblasti zdravotní péče a vzdělávání pro chudé. V roce 2009 začal pracovat pro Zeitz Foundation.
Román The Mountain Shadow, který je pokračováním románu Shantaram, byl vydán v roce 2015 jako ebook (Zola Books)